# Гановер (Мічиган)
Гановер (англ. Hanover) — селище (англ. village) в США, в окрузі Джексон штату Мічиган. Населення — 472 особи (2020).

## Географія
Гановер розташований за координатами 42°6′2″ пн. ш. 84°33′16″ зх. д. / 42.10056° пн. ш. 84.55444° зх. д. (42.100521, -84.554526).  За даними Бюро перепису населення США в 2010 році селище мало площу 1,13 км², з яких 1,09 км² — суходіл та 0,04 км² — водойми.

## Демографія
Згідно з переписом 2010 року, у селищі мешкала 441 особа в 164 домогосподарствах у складі 117 родин. Густота населення становила 390 осіб/км².  Було 186 помешкань (165/км²).
Расовий склад населення:
| - 95,7 % — білих - 0,9 % — чорних або афроамериканців - 0,5 % — корінних американців |

До двох чи більше рас належало 2,3 %. Частка іспаномовних становила 4,3 % від усіх жителів.
За віковим діапазоном населення розподілялося таким чином: 32,0 % — особи молодші 18 років, 58,0 % — особи у віці 18—64 років, 10,0 % — особи у віці 65 років та старші. Медіана віку мешканця становила 32,1 року. На 100 осіб жіночої статі у селищі припадало 90,9 чоловіків;  на 100 жінок у віці від 18 років та старших — 89,9 чоловіків також старших 18 років.
Середній дохід на одне домашнє господарство  становив 50 513 долари США (медіана — 50 750), а середній дохід на одну сім'ю — 55 528 доларів (медіана — 51 042). За межею бідності перебувало 22,4 % осіб, у тому числі 20,2 % дітей у віці до 18 років та 9,3 % осіб у віці 65 років та старших.
Цивільне працевлаштоване населення становило 137 осіб. Основні галузі зайнятості: виробництво — 21,2 %, освіта, охорона здоров'я та соціальна допомога — 20,4 %, будівництво — 15,3 %.